# 真纳尔真图山
真纳尔真图山（義大利語：Massiccio del Gennargentu）是位於義大利撒丁島中南部的一個山塊，在行政區劃上屬於努奧羅省和奧里亞斯特拉省。撒丁島上的最高峰马尔莫拉山就位於真纳尔真图山，海拔高度1,834米。除此之外，真纳尔真图山還有斯帕達山（1,595米）、埃尔巴斯维尔代斯山（1,676米）等山峰。真纳尔真图山的大部分地區屬奥罗塞湾-真纳尔真图山国家公园。在地質學上，真纳尔真图山是歐洲最古老的一部分，山勢也因此比較平緩。真纳尔真图山的岩石類型包括片岩，石灰石和花崗岩。真纳尔真图山還是撒丁島上唯一可以滑雪的地方。